# Żdżary (Zapowiednia)
Żdżary – przysiółek wsi Zapowiednia w Polsce, położony w województwie wielkopolskim, w powiecie wrzesińskim, w gminie Pyzdry. Wchodzi w skład sołectwa Zapowiednia.
W latach 1975–1998 przysiółek administracyjnie należał do województwa konińskiego.